# Vogelswerf

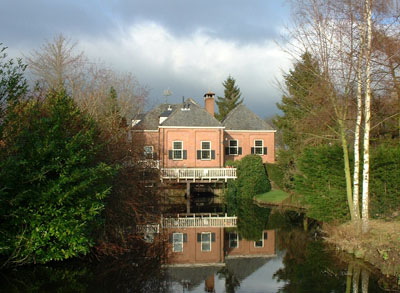
Stoomgemaal Vogelswerf

Vogelswerf is een buurtschap van Heukelum, in de gemeente West Betuwe.
Vogelswerf telt zo'n 50 woningen gelegen aan een deel van twee wegen. Aan de ene kant van Vogelswerf staat het oude Stoomgemaal Heukelum, dat anno 2008 als woonhuis ingericht is.
Het Stoomgemaal Heukelum is gesticht in 1897 en op 12 januari 1898 in gebruik genomen. De eerste steen ervan is nu ingemetseld in het gemaal "Broekse Sluis", dat circa 1 km westelijker aan de andere kant van Vogelswerf ligt en in 1969 de taak van dit stoomgemaal heeft overgenomen. Het Stoomgemaal Heukelum is tot 1969 stoomgemaal geweest. Tot 14 februari 1923 heeft het met een scheprad gewerkt. Daarna is het verbouwd en zijn er centrifugaalpompen in geplaatst. Op 13 april 1923 is de verbouwing officieel opgeleverd.
Hoofdplaats: Geldermalsen

Steden: Asperen · Heukelum

Dorpen: Acquoy · Beesd · Buurmalsen (deels) · Deil · Enspijk · Est · Gellicum · Haaften · Heesselt · Hellouw · Herwijnen · Meteren · Neerijnen · Ophemert · Opijnen · Rhenoy · Rumpt · Spijk · Tricht · Tuil · Varik · Vuren · Waardenburg

Buurtschappen: Benedeneind · Boveneind · Diefdijk · Friezenwijk · Hattelaar · Hucht · Kerkeneind · Leuven · Mark · Pijpekast · 't Rot · Snelleveld · Vogelswerf · Zennewijnen (deels)

Gelderland: Steden en dorpen in Gelderland      Nederland: Provincies · Gemeenten